# Territorio del Caquetá
El territorio del Caquetá fue un territorio nacional creado el 2 de mayo de 1845 en la República de la Nueva Granada, pasando luego a formar parte de los Estados Unidos de Colombia como uno de sus territorios federales hasta su extinción definitiva en 1886; el territorio estuvo vigente durante más de 41 años. Su capital era Mocoa.

## Generalidades

Territorio del Caquetá, mapa de 1865.

El territorio comprendía todo el suroriente de la actual Colombia. Limitaba con los estados colombianos del Tolima, Cauca y Cundinamarca, junto con las naciones fronterizas del Ecuador, Venezuela y Brasil, abarcando así los actuales departamentos del Guainía, Vaupés, Guaviare, Caquetá, Putumayo y Amazonas en territorio colombiano, la provincia de Sucumbíos en Ecuador, una parte del estado Amazonas, en Venezuela, el norte del departamento de Loreto en Perú y parte del estado Amazonas, en Brasil. 
Aunque jurisdiccionalmente pertenecía al Estado Soberano del Cauca, su administración estaba a cargo del gobierno federal, el cual nombraba a un prefecto para la dirección de este territorio. Entre sus funciones, el prefecto del Caquetá desde la capital Mocoa debía fomentar el poblamiento de las poblaciones ya existentes en el área (Mocoa, Sibundoy, San Diego, San Miguel, Aguarico, Yunguillo y Pacayaco), dar amparo a los misioneros, esforzarse para que los indígenas vivieran en poblaciones fijas (para lo cual era indispensable aprender los idiomas nativos), y vigilar las fronteras del territorio con los países vecinos.

## División territorial
El territorio estaba dividido en los siguientes cantones: Mocoa, Sibundoy, Solano, San José, San Miguel, Masaya, San Diego, Aguarico, Yunguillo y Pacayaco.

## Evolución política del territorio del Caquetá
Durante su existencia, el territorio cambió varias veces de estatus político, así como de jurisdicción:
- 1845: es separado de la Provincia de Popayán con el nombre de Territorio del Caquetá, su capital era Mocoa.
- 1861: pasa a ser parte del Estado Soberano del Cauca como el Territorio Nacional del Caquetá.
- 1886: se reintegra al Departamento del Cauca con el nombre de Provincia del Caquetá.
- 1904: se crea la Provincia Alto Caquetá.

A partir de 1905 el antes gran territorio del Caquetá es subdividido en otros más pequeños:
- 1905: se crea la Intendencia del Alto Caquetá con Florencia como capital; ese mismo año es segregada del Caquetá la Intendencia del Putumayo, donde Mocoa, se convierte en su capital.
- 1906: es adherido al Departamento del Cauca.
- 1908: es adherido al Departamento de Popayán.
- 1909: es creado de nuevo con el nombre de Intendencia del Caquetá.
- 1912: se le cambia el nombre a Comisaría del Caquetá, y se le segregan las Comisaría del Vaupés y la Comisaría del Putumayo .
- 1928: se segrega la Comisaría del Amazonas.
- 1931: el Amazonas cambia su estatus a Intendencia.
- 1943: el Caquetá pasa a denominarse Comisaría del Caquetá; el Amazonas cambia su estatus a Comisaría Especial.
- 1950: el Caquetá cambia su estatus a Intendencia.
- 1953: el Putumayo es reintegrado al departamento de Nariño.
- 1957: el Caquetá, Amazonas, Putumayo y Vaupés cambian su estatus a Comisaría.
- 1963: se crea la Comisaría del Guainía a partir de la del Vaupés.
- 1977: se crea la Comisaría del Guaviare a partir de la del Vaupés.
- 1981: el Caquetá es elevado a la categoría de Departamento.
- 1991: Amazonas, Guainía, Guaviare, Putumayo y Vaupés son elevados a la categoría de Departamento.